# DUEL SAVIOR
《DUEL SAVIOR》是戲畫於2004年10月1日發售的十八禁戀愛冒險及動作遊戲。2005年7月29日發售追加資料片的《DUEL SAVIOR JUSTICE》。同年12月22日，Alchemist發售移植到PlayStation 2主機上的《DUEL SAVIOR DESTINY》。

## 遊戲系統
系統上分為AVG部分和橫向ACT部分。AVG部分為透過在校園地圖上選取目的地，前往該處觸發劇情與提升女主角的好感度。橫向ACT為操縱主角大河以強弱攻擊、二段跳和前衝刺等動作打倒接連出現的敵人。含有微量的RPG升級要素，打倒敵人會獲得經驗值，累積至一定值能升級而增加計量表的長度，計量表愈長意味著有可能連續做出更多的集氣攻擊和特殊移動。完成某位女主角的結局後，該女主角在ACT部分會變成可操縱腳色。
故事表現手法上繼承《BALDR FORCE》，女主角們有一定的攻略順序。愈後面開放攻略的女主角，其專屬劇情包含了更多的故事謎團。玩家會隨著攻略進度而一步一步接近故事核心。

## 故事簡介
生活在和平的世界的「當真大河」與他的妹妹「未亞」，在放學途中無意拾獲一本書皮全紅的不明書本。隨著突然湧現的強光，兩人被召喚到根的世界「阿凡達」。阿凡達是一個受「破滅」威脅而渴望「救世主」的世界，在試煉中成功呼喚出救世主資質的証明「召喚器」的兩人成為了「救世主候補」，被編入「王立弗洛莉亞學園」的「救世主學科」。異世界的校園生活與和破滅的死鬥就此展開…。

## 登場人物
※聲優排序：左PC、右PS2

### 救世主候補
當真大河（声：無/杉山紀彰）
男主角。色鬼。和未亞一起從近似日本的和平世界被召喚到阿凡達（原本召喚的應該只是未亞，因不明原因令大河作為「附屬品」而被召喚）結果成為史上第一位男性救世主候補。平時吊兒郎當，不當「命令」是一回事，但做人意外地有原則，絕對會守著「約定」。原本當上救世主候補的目的是為了創造「自己的後宮世界」，然而到了後期，因種種事情而意識到自己沉重的使命。
在原本的世界中，雙親早死的大河寄居親戚家，利用課餘在便利店兼職。但種種理由令大河一直在找尋便宜的房子準備和未亞搬去新環境（在後續作品《Xross Scramble》中改成有自己租的套房後才被招喚）。
召喚器是可因應不同狀況而改變成炸彈或斧頭等形態的大劍「背逆者（Traitor）」。正如大河是史上第一位男性救世主候補一樣，背逆者在召喚器中是唯一持有男性人格的特別存在。和未亞的召喚器「正義」間有特別的聯繫。
當真未亞（声：歌織/下屋則子）
大河的妹妹，和大河一起被召喚到阿凡達。和輕浮的哥哥相反，是個乖巧有禮貌的模範生。因過去的陰影而對被人圍繞的狀況有恐懼感，對從小唯一真正重視自己的大河有極嚴重的戀兄情結，十分嫉妒所有在大河身邊的女孩。實際上不想成為救世主，留在阿凡達只是為了和大河待在一起並保護他。平時的自稱是「私（わたし，日語的『我』）」，當情緒被牽動時會以自己的名字「未亞」來稱呼自己。
召喚器是可發射光箭的「正義（Justy）」，也可以附加火、冰、雷的攻擊。和大河的召喚器「背逆者」間有特別的聯繫。當未亞認為大河對其他女孩作出越軌行為時，會拿出正義「教訓」他並附帶一頓說教。
在未亞的專屬結局中中點出大河和未亞並無血緣關係，但在JUSTICE版追加的後宮路線中指出兩人其實血脈相連，不過是多親近的血緣（幾等親）則沒有講明。
莉莉·斯亞菲爾德（Lily Sheerfield，声：カンザキカナリ/小林沙苗）
救世主學科主席（成績排名首位），學園長穆麗爾的養女。自尊心很高的傲嬌，看不慣大河吊兒郎當的態度而經常和大河吵架。原本居住的世界受到千年前阿凡達擴散出去的破滅破壞，被正在各次元旅行的穆麗爾救起並收為養女，後來偶然接觸到召喚器而成為救世主候補。非常尊敬和重視穆麗爾，稱她為「義母大人」，為了不丟穆麗爾的臉而經常犧牲休息時間在圖書館裡埋頭苦讀。最初主要使用各種攻擊魔法，之後因某事件而開始學習回復魔法。
召喚器是用作儲藏和增強魔力的手套「公正（Righteous）」。
貝莉歐·托諾普（Velio Trope，声：西田こむぎ/高橋美佳子）
救世主學科班長兼宿舍長。道德觀念較為保守的僧侶，總會待在教堂祈禱。雖然是聖職者，但十分害怕喪屍、幽靈、墳場等事物。
召喚器是等身長的杖「悅耳（euphoniou）」。擅長回復系、防禦系魔法（但在遊戲的戰鬥部份中沒有回復魔法的招式）。
柊楓（声：小田茉莉菜/伊藤静）
在大河之後被正常召喚來的救世主候補，職業近似虛構作品中的忍者。擁有連莉莉也認同的一等一實力，卻因患有恐血症，看到血液會慌張到暈倒，而常常無法發揮實力。剛來到阿凡達時想塑造出冷酷寡言的形象，但其實是個自稱為「在下」，講話尾語帶的開朗人物。受過大河壯膽的特訓而有近似師徒的關係，尊稱大河為「師傅」。
召喚器為篭手型的「黑曜」。
莉可·莉斯（Lico Lice，声：春日アン/南央美）
沉默寡言、總是獨來獨往的神秘少女，學園中唯一的召喚師。吃相意外地十分嚇人，是學園第一的大胃王。在救世主學科中的對戰成績排倒數第二，但和每個對手的首次對戰都一定會贏，而有檯面下實力No.1的謠言。
身為召喚師的她同時也負責在各世界物色有成為救世主資質的人，會透過赤之書和對方說明阿凡達的現狀，在對方同意擔任救世主候補後進行召喚，因此非常熟悉各世界的雜學。但對大河和未亞被召喚的事毫不知情，將整件事推斷為赤之書擅自進行的原因不明召喚。
以一本紅皮書為武器，以召喚術和魔法進行戰鬥。
娜娜斯（声：紫苑みやび/生天目仁美）
住在學園地下墓地的殭屍少女。看起來是個可愛的女孩但身體卻很容易分家，右腕和頭部掉下來是常有的事。能毫不在乎地走進教堂喝聖水，顛覆了許多殭屍的常識。有在語尾加上的口頭禪。朋友很多，像在地下墓地的其他殭屍和鬼火「小西」…等。
對大河一見鍾情，稱呼他為「Darling」且常常趁夜潛入他的房間。沒有生前的記憶，連自己的名字都想不起來，很喜歡大河隨口叫她「（譯：無名氏／音：Nanashi）」而以「娜娜斯」當作自己的名字。平時腦袋空空，講過的事情馬上就忘記，但對藥草和藥品等藥學卻有很深的知識。
被學園長穆麗爾發現後，雖然沒有呼喚出召喚器卻也被編入救世主學科。在模擬戰中打贏莉莉和大河，但不管是贏的人還是輸的人都搞不清楚發生什麼事。

### 弗洛莉亞學園
穆麗爾·斯亞菲爾德（Muriel Sheerfield，声：大波こなみ/山口由里子）
王立弗洛莉亞學園的學園長。稀世的天才魔法師，莉莉的養母。不持有召喚器也擁有和救世主候補匹敵的實力，對召喚術也略有涉獵。在救世主候補們面前嚴厲且不講情面，連自己的養女莉莉也不例外，但是個私底下心痛要把他們送往死地的溫柔人物。
赦爾比姆·博特（Celbium Bolt，声：石川大介/水島大宙）
別名「赦爾」，傭兵科的學生，武器為大劍。長相頗帥、劍術也不錯，但好色上不輸大河而被女生敬而遠之。和大河是臭味相投的密友，常常偷窺女子澡堂並用幻影石偷拍女生後販賣。對未亞一見鍾情，對待未亞的態度明顯和對待其他女生不同。
達莉亞·克拉福德（Dahlia Craford，声：松下雅/大原沙耶香）
學園戰技科的教師。典型的巨乳角色，出場或移動時甚至會有「澎～澎～」的效果音。個性上開朗又讓人捉摸不定，對學生很好但教學態度很嚴厲，學生們對她又愛又怕。身為魔術師的能力極為優秀，尤其擅長把人停滯在空中的「懸浮術」。在救世主候補們戰鬥時常常因午睡等理由失蹤，故事中幾乎沒有關於她戰鬥場面的描寫。會在深夜潛入食堂偷酒喝。
真正身分是王國密探，擅長暗殺。受克雷雪達女王密令潛伏學園，最主要的任務是監視學園長穆麗爾。
丹尼·理德（Downy Reed，声：成田劍/速水獎）
學園的教師，在學園主要研究有關過去的救世主與破滅間的戰爭。上課和考試都很嚴格，但沒有教授任何實踐科目而被男學生評為「豆芽菜」。長相美型不過常常擺出看不起弱者的態度和做出惹人厭的發言，在學園內沒什麼人氣，不過身為知識、禮儀和規範等方面的教育者相當稱職。有一位亡軼的妹妹，在大河和未亞身上看到自己和妹妹過去的影子。

### 破滅
赦剎爾（Shezal（声：前川健志/諏訪部順一）
破滅的幹部之一，別稱「兇刃的赦剎爾」，使用槍械和刀子的暗殺者。總是戴著面具且有點自戀狂的傾向。以人的死亡為樂的狂人，視情況甚至能把自己的死也當成一種快樂。和無道個性不合但仍把他當成同伴。
無道（声：宮林康/若本規夫）
破滅的幹部之一，本名「八虐無道」，別名「惡逆的無道」。個性殘忍，為了勝利不擇手段的壯漢。戰鬥時主要使用大劍迴旋和嘴巴吐火等力量型的技巧，和外表不相襯地非常精通忍術。特別擅長能自由操作目標動作的「傀儡之術」，喜歡利用此術讓對方自相殘殺，再觀賞對方精神上的痛苦為樂。

羅貝莉亞·理德（Lobelia Reed，声：紫苑みやび/生天目仁美）
破滅的幹部之一，戴著眼罩的美麗女性。屍靈術士兼暗黑騎士，使用殭屍招喚、魔法和劍術進行戰鬥。平常談吐相當有氣質，但興奮起來會用語粗俗且滿口髒話。
外表和大河夢中出現的露比納斯一模一樣，但被問到這個名子會極為憤怒。
伊姆妮蒂（Immuniti，声：水鏡/能登麻美子）
破滅的幹部之一，外觀和莉可極為相似的少女。作風理性也因此非常殘酷。戰鬥方式和莉可相同，使用一本白皮書為武器，但招式更具攻擊性。
其行動充滿著迷團，有時甚至會在大河等人危急時給予幫助。

### 王弗里德王家
古妮亞（Clea，声：神咲あかり/水橋香織）
講話語調古板的任性少女。突然出現要求大河等人帶領參觀學園，結束後又突然消失。
本名為「克雷雪達·王弗里德」，統領全阿凡達的王都亞庫的第46代女王。雙親均已去世，也沒有其他旁系親屬。頭腦很好，擁有只需約一分鐘就能讀完厚重書本並理解其內容的解讀力而被稱為賢者。空閒時會變裝，偷溜出城逛街吃路邊攤。年紀和外表被大河列為追求對象的射程外，但用魔法變出長大後姿色令大河看得出神。
在PS2版成為可攻略腳色，在劇情中雖然無法上場戰鬥，但以心靈支柱的形式支持著親赴死地的大河。
亞斯塔梅利亞·王弗里德（Alstroemeria Wahnfried）
千年前的救世主候補之一，王弗里德王家的王女，建造出現在的王都「亞庫」的人物。經歷過當年救世主戰爭核心的唯一生還者。但以現世角度來看，似乎是個不留下救世主戰爭的資料，只留下自己每天飲食日記的怪人。

### 其他
黑蝶（Black Papillon，声：西田こむぎ/高橋美佳子）
自稱「在黑暗中飛舞的虹色之蝶」的盜賊。不以寶石或貴重物品為目標，專偷人們「被其他人看到或知道會超丟臉」的東西。戰鬥時使用鞭子和道具，在解除陷阱方面是一等一的高手。
露比納斯·弗洛莉亞斯（Lubinus Florias，声：紫苑みやび/生天目仁美）

千年前的救世主候補之ㄧ，心地善良的美女，但個性有點天然呆。除了擅長鍊金術、藥學和魔術之外，劍術也極為高超。召喚器為古銅色的大劍「古老方舟（Elder Ark）」。

## 用語及設定
救世主
救世主候補
為了從破滅的軍團手上拯救阿凡達而從異世界召喚來，能使用「召喚器」的人類。實力足夠的話，阿凡達出身的人也能使用召喚器而成為候補。救世主候補會被編入了弗洛莉亞學園的「救世主學科」，在那裡培養救世主需要的力量和技巧。學園和王國也對救世主候補相當的禮遇，但相對的有時會苛以艱難的任務。成為救世主候補的人均為女性，唯一男性的大河是個例外的存在。
召喚器
救世主們使用的武器。會出現在有成為救世主資質的人手上，救世主候補的証明。遠比一般的武器強大，配合救世主的特性，有劍、弓、護手…等各種類型，能力也各有不同。召喚器本身有意識存在，且全為女性人格，大河持有的「背逆者」是唯一例外的男性人格。
救世主學科
弗洛莉亞學園為救世主候補們所設的特別學科，擁有個人豪華寢室、並免除所有食費、住宿費等，待遇極為優渥。授課方式接近現實世界的大學，候補們可以自由選擇要參與的課程，但和其他學科一樣有決定席次的定期測驗。救世主候補的測驗方式為候補間的一對一對決，在對決中落敗的一方必須一整天無條件的聽從勝方的要求。這原本是為了刺激競爭心而設的小懲罰，但在唯一的男性候補大河加入後似乎有點變色。此外，大河並沒有分到豪華的寢室，而是以男性不能住在「女性專用」的宿舍為由，被趕到宿舍屋頂的閣摟去住。
破滅的軍團
和阿凡達的文明發展相反，每千年造成一次文明毀滅的謎之軍團。試圖毀滅阿凡達的原因不明。部隊混雜了大量的怪物，有時甚至人類也會混在其中。目前有４位幹部，在其之上還有總帥的存在。
引導之書
由召喚士之祖所寫的魔法書。是為了向「在神創世時，能決定它的方向的存在」告知世界的真相而寫，已失傳的夢幻之書。但其實被封印在弗洛莉亞學園圖書館的地下深處。封印書的地方被稱為「試驗之場」，傳說中「書」會親自試驗要託付的人，只有通過這試驗的人才能翻閱它。
幻影石
存在於阿凡達的不可思議石頭。能夠記錄眼前的景象並以投影的方式再現，類似現實世界的相機。
魔導兵器「反抗」（Rebellion）
古代為了對抗破滅而製造的兵器，王國軍的最終王牌，從地脈吸取魔力，匯集成破壞的能量後再射出的巨炮。王弗里德王家在千年前的戰爭後將其從舊王都搬遷到現在的位置，啟動權由王家代代傳承，目前唯一能擔任啟動裝置的是王家僅存的克雷雪達女王。射擊時會強制吸取周圍的瑪那，啟動裝置以外的人必須進行避難，不然會被吸盡瑪那而死。
無限召喚陣
能不斷的從異世界召喚破滅的怪物的魔法陣。動力來源是吸收周圍的地脈，被設置的土地在數百年內會寸草不生。
破魔之陣
柊之里相傳的祕術。能在施術者的四周張開結界，讓主人和施術者雙方都能存活的下來。保護主人的意志越強力量也越強大。
救世主之鎧
太古時代流傳下來的魔法神器。封印在弗洛莉亞學園地下遺跡的最深處，只有極少數人知道它的所在。傳說中是為了救世主準備的究極個人用防具，但實際上不只上面沾滿了負面的情緒和怨念，且只要裝備它的人就會被操縱，狂暴化後開始殺人。
巨物（Gargantua）
空中移動堡壘，千年前戰爭時破滅的王城，被封印在零之遺跡的深處。裝備有強力魔導砲，其威力可媲美王國軍的最終王牌「反抗」。浮游在空中的特性，讓它在缺乏飛行技術的現今阿凡達更顯得難攻不落。以陽光為動力來源，有在夜晚無法移動或使用魔導砲的弱點。
救世主戰爭
故事本篇的千年前，阿凡達受到破滅的威脅而瀕臨滅亡。最後在彌賽亞團隊的活躍下，世界獲得拯救。但當時留下的史料極少，大都是以傳承的方式流傳下來。
彌賽亞團隊
千年前的救世主候補組成的團隊，成員為煉金術士「露比納斯·弗洛莉亞斯」、魔法師「穆麗爾·艾斯巴克」、王女「亞斯塔梅利亞·王弗里德」與暗黑騎士「羅貝莉亞·理德」。救世主戰爭後，露比納斯與羅貝莉亞下落不明。穆麗爾主導建立了「王立弗洛莉亞學園」，但在學園剛完成後失蹤，亞斯塔梅利亞則是將戰爭中毀壞的舊王都搬遷，建造出現在的王都「亞庫」。

### 地理
根之世界阿凡達（Avatar）
大河等人被召喚到的世界，是個科學與魔法並存的地方。但萬年來受「破滅」約千年週期的襲擊，文明常受毀滅性的打擊而技術發展不及未受破滅影響的世界，只到約中世紀歐洲的程度。地理上分為九個州，全部由王弗里德王家統治。
阿凡達位於世界的第一象限，乃是世界之根，類似人體的血液，萬物均經由此根源，蔓延到世界的各個角落。阿凡達發生的各種現象，會影響到全次元全世界。若阿凡達遭逢毀滅，世界就有如樹木失去根部一般，必定走向毀滅，可說是決定世界命運之地。
王立弗洛莉亞學園
統治阿凡達的王國所設立，培育能為王國效力的人材的學園，位於王都近郊。
除了傭兵科、法師科和憎侶科等實戰科目外，商科等文科也一應俱全。學園設施完備，基本的校舍、宿舍和食堂到進階的禮拜堂、鬥技場等一應俱全，甚至有召喚塔和地下遺跡的存在。最特別的是設有救世主學科，為全王國注目的焦點。學園採行實力主義，以定期舉行的測驗來排定學員在學科內的席次。創立者是千年前的救世主後補之ㄧ，但在創立後下落不明。
零之遺跡
千年前被稱作王都的地方。因破滅的侵攻而崩壞，現在沒有任何人居住。

### 魔法
懸浮術（Levitation）
學園教師達莉亞擅長的法術，能讓人在空中停滯或移動。屬於高難度魔法，身為救世主候補的莉莉光是懸浮自己就很吃力，不過達莉亞卻能做到攜帶複數的人同時停在高空看風景。
愛愛光線（Love Love Beam）
電擊魔法，莉莉對大河打情罵俏時使用。出自大河數落莉莉不夠有韻味而講出的調戲用語「妳的『愛愛光線』不夠……」。
英克斯哈那提亞·瑪提利歐（Ikusuhārātia materio）
只有召喚器「公正」的所有者能使用的禁咒。以公正全部的能量，將周圍所有事物連同空間一起捲走並消滅，但施術者本身也會被關進次元狹縫的究極魔法。開發者是千年前的公正所有者。

### 救世主系統
本故事「真救世主」並非一般世上認知的「被神選上，拯救人們脫離苦難」的存在。而是神選上用來拯救「世界」，換句話說，「重製世界」的核心。它的誕生會毀滅現世的一切，以人類的角度來說是「破壞神」。
依照引導之書的傳承，成為真救世主的人，在毀滅現世後，能夠主導新世界的重建。因此從古至今有許多不滿於現世的人極度渴望成為真救世主。
完成赤與白之爭的儀式後，神會強制將大量的力量（破壞的意志）灌向被選中者，有史以來所有的候補都因而發狂，在毀滅世界前先行自我了斷，現世得以保持現狀。
赤與白之爭
『引導之書』可分為重視「生命之心」的『赤之書』和重視「世界因果律」的『白之書』。兩者的精靈分別從擁有救世主資質的人中選出被稱為「赤之主」與「白之主」的「主人」。兩位主人相爭後，生存者能同時統馭赤白兩力，接受天命成為「真救世主」。

### 當真兄妹被召喚的原因
學園長和莉可等人都認為未亞和大河被召喚到阿凡達是意外，但實際上並非赤之書莉可召喚，而是由白之書伊姆妮蒂挑選未亞為白之主候補。在未亞的劇情路線中未亞會加入「破滅」，和大河等人對立。其他的路線即是白之主的力量覺醒前就完結和破滅的戰爭。
一般認為大河只是在未亞強烈的願望下被附帶召喚過來。但在追加的後宮劇情路線指出，大河被召喚是反抗神的一個契機。

### 破滅的軍團的由來
故事中的世界架構於「生產」和「破壞」的平衡上，沒有破壞就沒有新的生產，沒有生產世界就會死亡。尤其位於世界之根的阿凡達，此兩種力量的交互作用更是明顯。「破滅的軍團」可說是神「破壞」意志的代表，以某角度來說是「神的軍團」，一種必定發生的天災。

### 千年前的真相
彌賽亞團隊在旅程的終點找到了「引導之書」，了解到救世主系統的真相。露比納斯與羅貝莉亞分別被赤之書的精靈「奧兒妲菈」和白之書的精靈「伊姆妮蒂」選為主人。其中羅貝莉亞極力遊說穆麗爾與亞斯塔梅利亞，希望能重置世界。露比納斯則希望能保護現世而不停在教堂內禱告，並私底下進行各種準備。
在穆麗爾與亞斯塔梅利亞的協助下，露比納斯犧牲自己設下了陷阱，在決鬥中故意敗北，讓擅長操屍魔術且羨慕自己美貌的羅貝莉亞佔據自己的肉體，再趁機將她的靈魂封印其中。本次赤與白的戰爭也因此沒有勝利者，真救世主沒有誕生。
之後：
露比納斯·弗洛莉亞斯
露比納斯在決鬥前已準備好在失去肉體時存放靈魂的何蒙庫魯茲、和存放記憶的特製念珠，能在特定的條件下再次甦生。但知道這件事的穆麗爾突然失蹤，讓露比納斯就這樣被放置了數百年。某次地震偶然喚醒了何蒙庫魯茲的部份，不過沒有記憶的她誤以為在鬧鬼的地下墓地中醒來的自己是殭屍，就這樣在地下墓地待了數百年直到遇上大河，被取名為「娜娜斯」。
羅貝莉亞·理德
羅貝莉亞和露比納斯的肉體一起被埋葬。數百年後她的子孫盜墓，以操屍魔術讓羅貝莉亞使用露比納斯的肉體復活。復活後的她失去了白之主的資格和使用召喚器的能力，而以破滅的幹部身分活動。
亞斯塔梅利亞·王弗里德
亞斯塔梅利亞搬遷了魔導兵器「反抗」並在其上建造新的王都「亞庫」，為千年後的破滅做準備。但不喜歡動筆的她沒有寫下關於救世主戰爭的真相。
穆麗爾·艾斯巴克
穆麗爾在導引之書和救世主之鎧所在的遺跡上建立了弗洛莉亞學園，希望能培養對抗破滅的力量並防範救世主的誕生。但在學園剛完成後就因意外而飛到異世界，再次回到阿凡達時時光已流逝了近千年，學園也成了尋找並培育救世主的存在。之後穆麗爾化名為「穆麗爾·斯亞菲爾德」，以學園長的身分經營學院並暗地裡防範救世主的誕生。
在世界間穿梭設法重回阿凡達時救了被破滅襲擊的莉莉，並收她為養女。在意外的情況下讓年幼的莉莉接觸到自己的召喚器「公正」並訂下契約，內心百般煎熬地將她編入可能要自己親手抹殺的救世主學科。
奧兒妲菈（Ortala）
在近千年後改名為「莉可·莉斯」潛入了學園。雖然不停的尋找可能成為自己主人的人選，但又不忍心救世主的悲劇重演而遲遲不選定新的赤之主。在沒有主人的情況下，為了減少魔力（頁數）的消耗而避免所有多餘的活動與會話，並吃進大量的食物來保存體力。

## 主題曲
Fatally
作詞：KOTOKO，作曲、編曲：C.G mix，歌：KOTOKO

## 工作人員
- 劇本：砂月 with 企劃屋（丸戶史明、小林且典）
- 原畫：菊池政治
- 影片：神月社

## DUEL SAVIOR JUSTICE
2005年7月29日發售的重製版。已安裝的舊版「DUAL SAVIOR」的玩家能透過更新的方式免除重新安裝，並繼承存檔紀錄。同時發售有更新專用的光碟「DUAL SAVIOR collection disc.」。
更新內容包含了本篇追加後宮結局，片頭動畫的重製，並追加以下模式：
- 在體力耗盡前不停打倒敵人的「生存模式」，能操作本篇無法使用的角色，並追加V.G.系列 角色1名、Chocolat 角色3名和貓貓軟體的水色 角色3名。
- 「練習模式」，能練習操作所有在生存模式下能使用的角色。
- 「識破防禦練習道場」，能無損傷接下敵人攻擊的強力防禦技「識破防禦」的練習模式。可以針對不同的攻擊進行練習。

## DUEL SAVIOR DESTINY
2005年12月22日由Alchemist發售的DUAL SAVIOR的PlayStation 2版。
追加了古妮亞路線和主角的配音，原有語音也加入由新配音員重新詮釋的版本，並可在系統選單做單獨角色的配音切換。採用新的主題歌「NO WAY OUT!」（作詞、作曲：YOFFY、演唱：PSYCHIC LOVER）和片頭動畫。
特定路線過關後，若在記憶卡中有「Chocolat ～maid cafe "curio"～」記錄的話，可以遊玩「chocalat SAVIOR」模式。以女僕咖啡廳為舞台和來襲的服務生們戰鬥，依照結果來發表等級。
限定版的「救世主盒」附有音樂CD和娜娜斯的人物模型。

## 相關商品
原聲帶
| #  | 歌名                 | #  | 歌名            |
| -- | -------------------- | -- | --------------- |
| 1  | Fatally              | 20 |                 |
| 2  | Fatally (Inst. ver.) | 21 |                 |
| 3  |                      | 22 |                 |
| 4  |                      | 23 |                 |
| 5  |                      | 24 |                 |
| 6  |                      | 25 | DUELS           |
| 7  |                      | 26 | Traitor!        |
| 8  | BA RA BA RA          | 27 |                 |
| 9  |                      | 28 |                 |
| 10 |                      | 29 | Moment of Truth |
| 11 |                      | 30 |                 |
| 12 |                      | 31 |                 |
| 13 |                      | 32 | Divine Soul     |
| 14 |                      | 33 |                 |
| 15 |                      | 34 |                 |
| 16 |                      | 35 |                 |
| 17 | Hammer Fall          | 36 |                 |
| 18 | Judgment Time        | 37 |                 |
| 19 | Dance of Death       | 37 |                 |

Fanbook
EAGLE PUBLISHING於2005年8月30日出版，ISBN 4-86146-077-8。收錄遊戲所有CG、官方網站的四格漫畫（页面存档备份，存于）、攻略等，另有砂月所寫的4頁短篇故事「DUEL SAVIOR異聞 」
小說
Jive於2005年12月24日出版的小說，皆川千尋著，ISBN 4-86176-244-8。小宮山裕設計封面，插畫來自由菊池政治所畫的遊戲CG。故事內容是經刪減及修改的後宮路線。

## 小知識
- 在無印及JUSTICE版開頭動畫中約1分45秒至48秒出現的高塔其實和故事毫無關係，只是一種「演出手法」。
- 在上述版本中，一張CG中出現了《BALDR FORCE》中的角色梁和彩音，但兩人的配音和原本不一樣。
- 官方網站的四格漫畫（页面存档备份，存于）女主角介紹篇中，在旁邊出現的是希臘文字，即是「Duel savior」，是「duel savior」。
- 女角的名稱多來自植物名稱[10]，如下：

| 角色                                 | 英文名稱     | 來源植物名              |
| ------------------------------------ | ------------ | ----------------------- |
| 莉莉                                 | Lily         | 百合（Lily）            |
| 貝莉歐·托諾普                        | Velio Trope  | 天芥菜（Heliotrope）    |
| 柊楓                                 | 柊楓         | 柊                      |
| 柊楓                                 | 柊楓         | 楓                      |
| 莉可·莉斯                            | Lico Lice    | 夏水仙（Lycoris）       |
| 露比納斯                             | Lubinus      | 羽扇豆（學名：Lupinus） |
| 亞斯塔梅利亞                         | Alstroemeria | 六出花（學名：Alstroemeria）  |
| 羅貝莉亞                             | Lobelia      | 半邊蓮（Lobelia）       |
| 達莉亞                               | Dahlia       | 大麗菊（Dahlia）        |
| 艾斯卡·羅尼亞 《Xross Scramble》角色 | Eska Lonia   | 南美鼠刺（Escallonia）  |

## 評價
在成人遊戲雜誌《TECH GIAN》2005年舉辦的讀者票選中，得到2004年下半期第1位的榮譽。